# Sarracenia

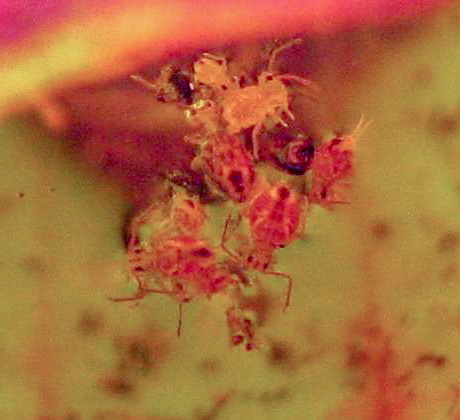
Dicyrtomina minuta (Collembola) atrapadas en Sarracenia

Sarracenia  es un género de plantas con flores que comprende nueve a once especies de plantas carnívoras nativas de Norteamérica. El género pertenece a la familia  Sarraceniaceae, que también contiene los géneros  Darlingtonia y Heliamphora. 

## Descripción
Sarracenia son plantas carnívoras indígenas del este de Estados Unidos, desde el este de Texas al  área de los Grandes Lagos y sudeste del Canadá, con la mayoría creciendo en el sudeste de los Estados Unidos (solo S. purpurea crece en regiones con temperaturas templadas). Las hojas de las plantas forman recipientes para atrapar insectos, por eso son llamadas plantas odres. Producen enzimas para digerir su presa. Los insectos son atraídos por la secreción de néctar así como una combinación de olores y colores. Los insectos caen en el interior, no pueden escapar y la planta se alimenta de ellos. La planta tiene proteasas y otras enzimas para la digestión de sus presas.
Varias especies tienen subespecies o variedades reconocidas. La International Carnivorous Plant Society (ICPS) formalmente reconoce un número de ellas. Vea la  Lista completa de especies de Sarracenia.
El interior del tubo de la jarra, según la especie, se puede dividir en tres a cinco zonas distinguibles: la zona 1 es el opérculo (o capucha), la zona 2 es el peristomo y el resto de la entrada de la trampa, mientras que las zonas 3 y 4 ( que en algunas especies se combinan) y 5 (solo presente en S. purpurea) son divisiones adicionales del tubo real. Cada una de estas zonas tiene una función específica, con las características morfofisiológicas correspondientes.
- Zona 1: opérculo. En la mayoría de las especies, el opérculo cubre al menos parte de la abertura del cántaro, evitando que la lluvia llene excesivamente el cántaro, lo que provocaría la pérdida de presas y diluiría el fluido digestivo. El opérculo también sirve para guiar a la presa a la abertura de la jarra, usando una combinación de color, aroma y pelos que apuntan hacia abajo para conducir a los insectos hacia la entrada de la trampa. Algunas especies, específicamente S. minor y S. psittacina, tienen opérculos que cuelgan bajo sobre la entrada del lanzador. Estos también están tachonados con parches libres de clorofila, "ventanas" translúcidas que confunden a las presas al intentar volar a través del opérculo, haciendo que caigan en cascada por el tubo de la jarra. (Un mecanismo similar y mejor desarrollado se encuentra en la estrechamente relacionada Darlingtonia californica).
- Zona 2: Peristomo y entrada de trampa. Esta zona está compuesta principalmente por el peristomo, que produce grandes cantidades de néctar, atrayendo a las presas de insectos a la tierra o arrastrándose sobre la peligrosa base que rodea la trampa del lanzador. Esta zona también incluye la porción superior cerosa del tubo de la jarra. Ponerse de pie en esta zona es especialmente traicionero, ya que los depósitos cerosos en la superficie de esta zona hacen que los insectos desprevenidos pierdan el equilibrio y caigan en las profundidades de la jarra.
- Zona 3: Ubicada debajo de la zona 2, esta zona presenta una superficie de hoja con pie inexistente, así como una capa de pelos ultrafinos que apuntan hacia abajo. Los insectos que han llegado hasta aquí pierden la posibilidad de escapar. También está repleto de glándulas digestivas, que secretan enzimas digestivas en el líquido digestivo.
- Zona 4: Esta es la zona final en la mayoría de las especies. Está lleno de fluidos digestivos y absorbe fácilmente los nutrientes liberados por los insectos por el trabajo de las enzimas digestivas y las bacterias en el líquido de la jarra. Junto con más glándulas digestivas, esta zona presenta una gruesa capa de pelos gruesos que apuntan hacia abajo, lo que hace imposible escapar de los fluidos digestivos.
- Zona 5: Esta zona, ubicada debajo de la zona 4 y que se encuentra solo en S. purpurea, es lisa, glabra, carece de glándulas y no sirve como zona de absorción. Su función es desconocida.

## Taxonomía
El género fue descrito por Carlos Linneo y publicado en Species Plantarum 1: 510. 1753. La especie tipo es: Sarracenia purpurea
Etimología
Sarracenia: nombre genérico en referencia al médico francés Michel Sarrasin (Sarracenus) (1659-1734), un naturalista y coleccionista de plantas en Quebec, aunque una segunda fuente dice que el nombre deriva de otro médico francés llamado Jean Antoine Sarrasin (1547-1598), quien tradujo una obra de Dioscórides.

## Estado ambiental
Las sarracenias están amenazadas en la naturaleza por el desarrollo y el drenaje de su hábitat. Las estimaciones indican que el 97.5% del hábitat de Sarracenia ya ha sido destruido en el sureste de los EE. UU., hogar de todas las subespecies de Sarracenia excepto una. Actualmente, las mayores amenazas para las poblaciones sobrevivientes son el desarrollo urbano, el drenaje del hábitat para la silvicultura, la escorrentía de herbicidas de la agricultura, la supresión de incendios, el comercio de jarras cortadas para floristería y el comercio de plantas. Los dos últimos amenazan la supervivencia de Sarracenia no solo a través del agotamiento de la población sana, sino también debido a los efectos dañinos (compactación del suelo y niveles de humedad alterados) del tráfico repetido a pie y vehicular que viene con la cosecha. El Servicio de Pesca y Vida Silvestre estima que aproximadamente 1,6 millones de lanzadores fueron cortados para el mercado interno en 1991.
Existe una legislación protectora. Varios estados del sudeste, como Florida, Georgia y Carolina del Sur tienen leyes de conservación que protegen a Sarracenia. Sin embargo, la mayoría de los humedales restantes en el sureste de los Estados Unidos son de propiedad privada. Las plantas en esta tierra no están protegidas por la legislación estatal. Los estados clave de Alabama y Misisipi no tienen tal legislación en absoluto, por lo que incluso las plantas en tierras públicas no tienen protección. [8] Tres Sarracenia han sido incluidas en la lista de "En Peligro Federal" en virtud de la Ley de Especies en Peligro de EE. UU. (1973) - S. rubra subsp. alabamensis (S. alabamensis) en Alabama, S. rubra subsp. jonesii (S. jonesii) en Carolina del Norte y del Sur, y S. oreophila en Alabama, Georgia y Carolina del Norte. Estos taxones también están en el Apéndice I de CITES, dándoles protección internacional al hacer ilegal la exportación de plantas recolectadas en el medio silvestre. Las otras especies, aunque aparecen en el Apéndice II de CITES, tienen poca protección federal.
Se han hecho algunos esfuerzos para frenar las amenazas existentes a las plantas. En 2003, la Sociedad Internacional de Plantas Carnívoras ejecutó un programa de distribución de prueba en el que S. rubra subsp. Las plantas de alabamanensis se cultivaron a partir de semillas recolectadas de 3 de los 12 sitios conocidos de S. alabamanensis, y se distribuyeron a los miembros en un intento de aumentar la disponibilidad de esta planta en el cultivo, con la esperanza de disminuir la caza furtiva que estaba poniendo en peligro la supervivencia de este taxón en la naturaleza.
En 1995, la organización sin fines de lucro Meadowview Biological Research Station fue creada para preservar y restaurar los pantanos de las plantas de jarra y los ecosistemas asociados en Maryland y Virginia.
En 2004, varios entusiastas de las plantas preocupados fundaron North American Sarracenia Conservancy (NASC), cuyo objetivo es "servir como un registro vivo de la diversidad taxonómica, morfológica y genética del género Sarracenia con fines de conservación y cultivo". El NASC es una organización sin fines de lucro de base de Nebraska que trabaja para construir un banco genético de Sarracenia supervisando el mantenimiento de las cepas genéticas de todas las poblaciones silvestres restantes en el cultivo, con el objetivo eventual de poder suministrar estas cepas para su reintroducción en hábitats adecuados. Existe una colección similar pero centralizada en el Reino Unido, con más de 2000 clones que representan todas las especies (muchas con datos de ubicación) y numerosos híbridos que actualmente alberga el experto en Sarracenia Mike King. Esta colección del Reino Unido es parte del esquema NCCPG National Plant Collection. Si bien ninguno de estos esfuerzos frena las mayores amenazas (desarrollo urbano y destrucción del hábitat), su objetivo es ayudar a reducir la caza furtiva de plantas y, al mismo tiempo, hacer que estas plantas estén disponibles para las generaciones futuras.

## Especies
- Sarracenia alata
- Sarracenia flava
- Sarracenia leucophylla
- Sarracenia minor
- Sarracenia oreophila
- Sarracenia psittacina
- Sarracenia purpurea
- Sarracenia rubra

## Cultivo

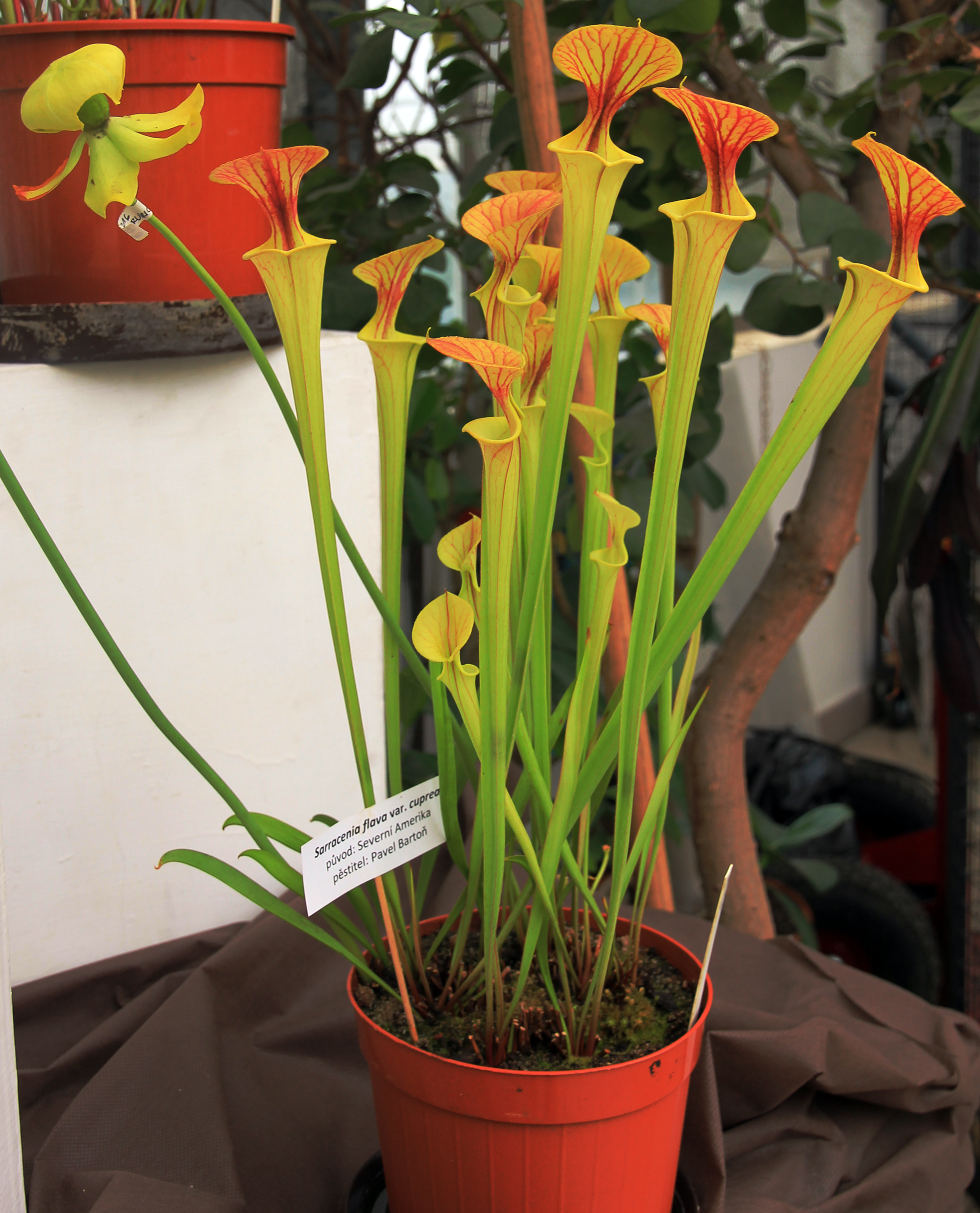
Sarracenia en maceta

Sarracenia son fáciles de cultivar y se cultivan por los jardineros y los entusiastas de las plantas carnívoras. Varios híbridos son populares.
Las plantas carnívoras como Sarracenia prefieren suelos ácidos que carece de nutrientes. Ellos crecen mejor en una mezcla de turba y arena o perlita. El suelo se debe mantener constantemente húmedo.
El agua utilizada debe ser libre de minerales, preferentemente de lluvia o destilada.